# Siflis Géza
Siflis Géza, Geza Šifliš, Szabadkai (Szabadka, 1907. február 25. – Kelebia, 1948. október 27.) jugoszláv válogatott magyar labdarúgó, kapus. Az Államvédelmi Hatóság emberei verték agyon.

## Élete
Régi szabadkai római katolikus polgári család sarja. Siflis Pál vaskereskedő és Börcsök Anna Erzsébet fia. A polgári iskoláit Szabadkán végezte. Első felesége Szász Magda többszörös magyar bajnok úszó, akivel 1936-ban házasodtak össze. Egy gyermekük született, Siflis, később Hunyadfi Magda (1937–2006) olimpikon úszó. Válásuk után Kelebián telepedett le. Édesapja szakmáját folytatva vaskereskedésből élt. A kelebiai Levente Sport Egyesület trénere lett. 1948 szeptemberében házasságot kötött Berényi Margittal. Az ÁVH verőlegényei az Andrássy út 60. szám alatti pincebörtönben súlyosan bántalmazták, majd Kelebián belehalt sérüléseibe. A halál okaként vérmérgezést tüntettek föl.

## Pályafutása

### Klubcsapatban
1927 és 1928 között a szabadkai SAND Subotica csapatában védett. Innen szerződött a Ferencvároshoz. A Fradiban 14 alkalommal szerepelt, ebből 4 négy volt bajnoki mérkőzés. Tagja volt az 1928–29-es és 1929–30-as ezüstérmes csapatnak. 1930-tól az Újpest FC együttesében szerepelt.

### A válogatottban
1927 és 1928 között öt alkalommal szerepelt a jugoszláv válogatottban.

## Sikerei, díjai
- Magyar bajnokság
  - 2.: 1928–29, 1929–30

## Mérkőzései az jugoszláv válogatottban
| #  | Dátum             | Ellenfél      | Eredmény | Kiírás                 | Esemény |
| -- | ----------------- | ------------- | -------- | ---------------------- | ------- |
| 1. | 1927. július 31.  | Csehszlovákia | 1 – 1    | barátságos mérkőzés    | 52'     |
| –  | 1928. március 25. | Magyarország  | 1 – 2    | nem-hivatalos mérkőzés |         |
| 2. | 1928. április 8.  | Törökország   | 2 – 1    | barátságos mérkőzés    |         |
| 3. | 1928. május 6.    | Románia       | 3 – 1    | I. Sándor kupa         |         |
| 4. | 1928. május 29.   | Portugália    | 1 – 2    | Olimpiai játékok       |         |
| 5. | 1928. október 28. | Csehszlovákia | 1 – 7    | barátságos mérkőzés    |         |